# 深齿毛茛
深齿毛茛（学名：Ranunculus pulchellus var. stracheyanus）为毛茛科毛茛属下的一个变种。

## 扩展阅读
- 維基物種上的相關：深齿毛茛